# Francia Kelet-indiai Társaság
A Francia Kelet-indiai Társaság (franciául: Compagnie française pour le commerce des Indes orientales) kereskedelmi vállalkozás volt, melyet 1664-ben alapítottak az angol (később brit) és holland kelet-indiai társaságok riválisaként.
XIV. Lajos alapította meg Jean-Baptiste Colbert elképzelései alapján a keleti féltekén való kereskedésre, és három korábbi társaság egyesítése által hozták létre. Ezek a társaságok az 1660-ban alapított Compagnie de Chine, a Compagnie d’Orient és a Compagnie de Madagascar voltak. A társaság első főigazgatója De Faye volt, aki mellett a kor két legsikeresebb kereskedelmi szakembere dolgozott igazgatóként. Egyikük François Caron, aki 30 évet töltött a Holland Kelet-indiai Társaságnál. Szolgálati idejéből több mint 20 évet Japánban töltött. A másik Marcara Avanchintz volt, egy iszfaháni kereskedő.

## Története
IV. Henrik engedélyezte az első kereskedelmi társaság, a Compagnie des Indes Orientales megalapítását, a cégnek 15 évre szóló monopóliumot biztosítva az Indiával folytatott kereskedelemhez. Colbert későbbi Compagnie des Indes Orientales-jához képest ez nem részvénytársasági mintára működött, hanem a korona alapította.

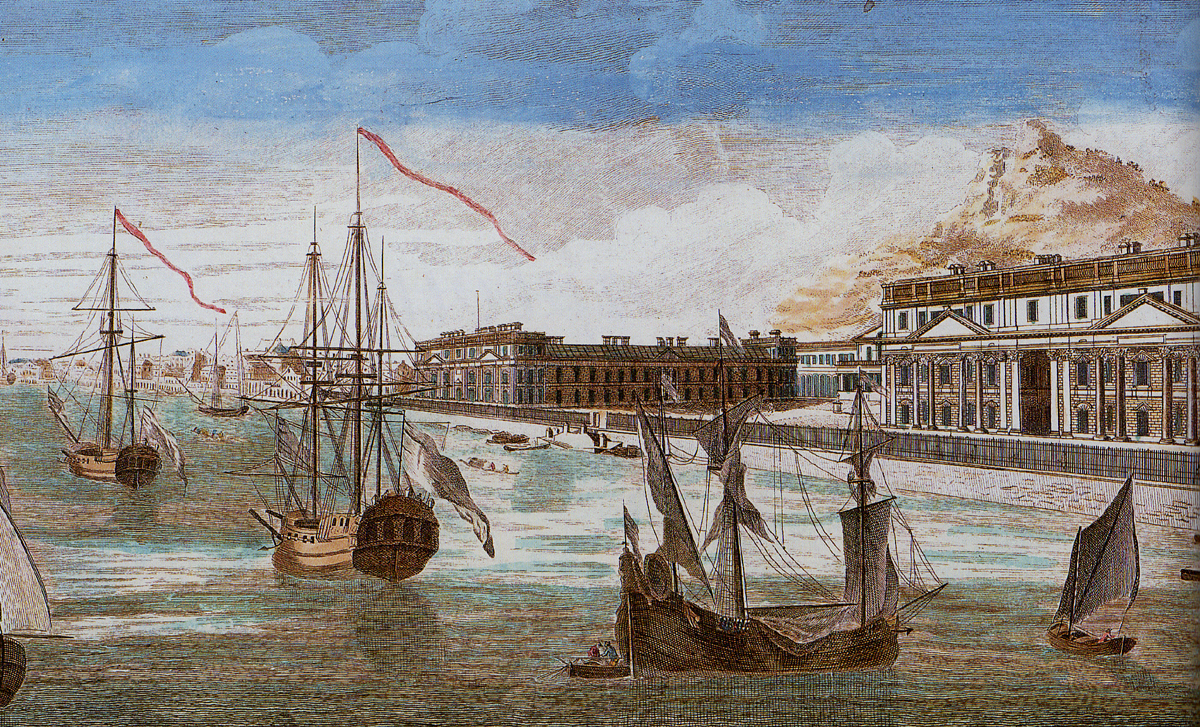
Pondichéry kikötője 1761-ben

Az átalakított Compagnie des Indes Orientales tőkéje 15 millió livre volt, melyet 1000 livres részesedésekre osztottak fel. XIV. Lajos adta a beruházáshoz az első 3 millió livre-t, melyből az első tíz év veszteségeit fedezhették. Az első értékpapírokat gyorsan eladták, miután Lajos udvaroncai felismerték, hogy érdekükben áll a király tengerentúli kezdeményezését támogatniuk. A Compagnie des Indes Orientales 50 évre kapott monopóliumot az indiai és csendes-óceáni térségben, a Jóreménység fokától a Magellán-szorosig terjedő területen zajló francia kereskedelemre. A francia uralkodó a társaság számára örökös koncessziót biztosított Madagaszkár szigetére, mint ahogy minden olyan területre, melyet meg tud szerezni.
A társaság kolóniaalapítása Madagaszkáron nem járt sikerrel, de a közeli Bourbon és Île-de-France (a mai Réunion és Mauritius) szigeteken sikerült kikötőket létesítenie. 1719-re megvetette lábát Indiában, de a társaság csaknem csődbe jutott. Ugyanebben az évben a Compagnie des Indes Orientales-t összevonták más francia kereskedelmi társaságokkal és John Law vezetésével létrehozták a Compagnie Perpétuelle des Indes-t. Az átalakított társaság 1723-tól ismét függetlenül működött tovább.

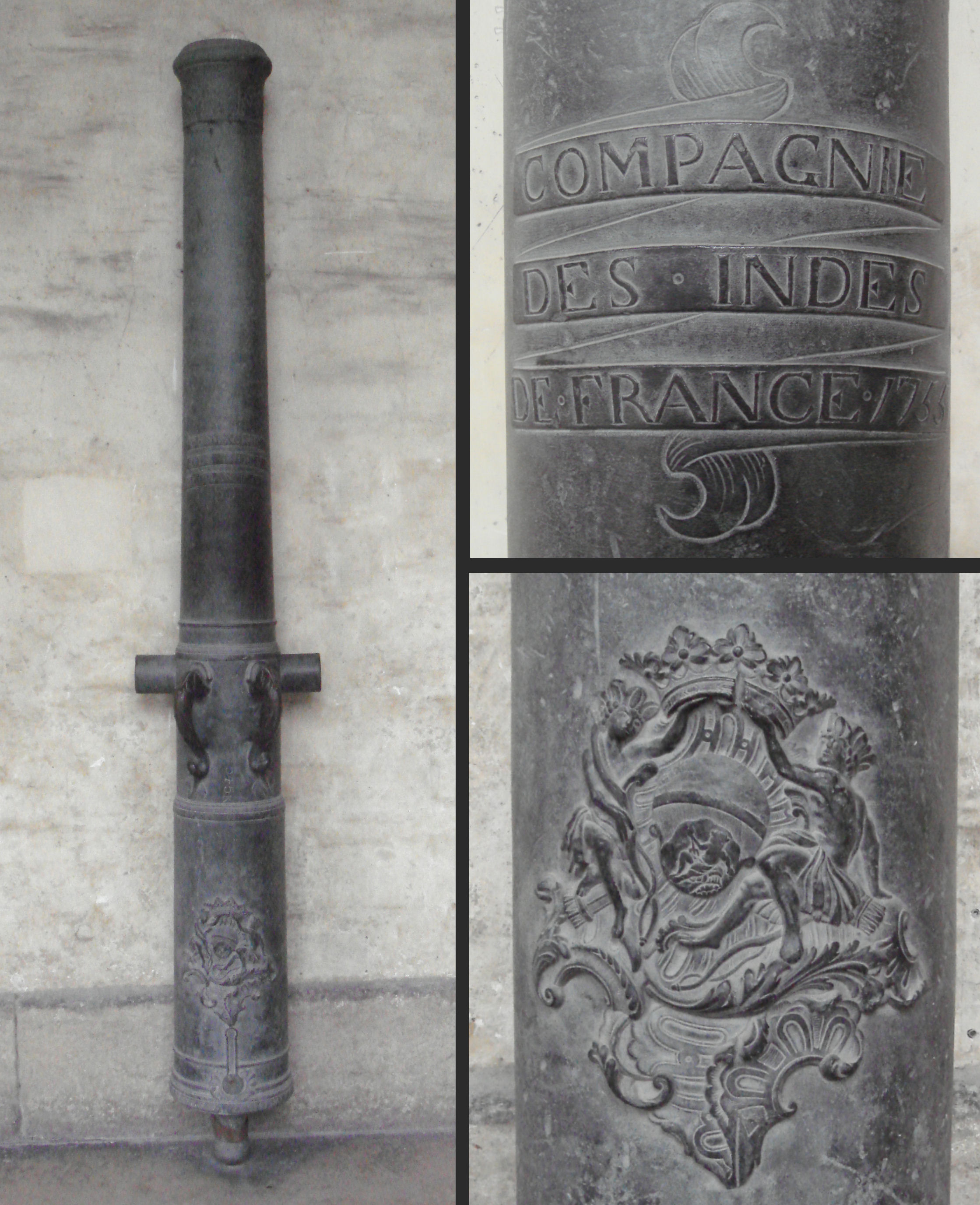
a kereskedelmi társaság egyik bronzágyúja („Canon de 4”), 1755 Douai. Kaliber: 84 mm, hossz: 237 cm, súly: 545 kg, lövedék: 2 kg-os vasgolyó

A Mogul Birodalom hanyatlását kihasználva a franciák az érdekeik védelmében beavatkoztak az indiai belpolitikába és szövetségre léptek helyi fejedelmekkel Dél-Indiába. 1741-től Joseph François Dupleix vezetésével a franciák agresszív politikát folytattak mind az indiaiakkal, mind a britekkel szemben, míg a karnátakai háborúk végén alul nem maradtak a britekkel szemben. Az ettől kezdődő indiai brit dominancia ellenére több kereskedelmi telep, köztük Pondichéry és Chandernagore, egészen 1954-ig francia ellenőrzés alatt maradhatott.
A társaság nem tudta fenntartani magát anyagilag és 20 évvel a forradalom kitörése előtt, 1769-ben feloszlatták. XVI. Lajos rendeletben kötelezte a társaságot valamennyi tulajdonának, kintlévőségének és jogának az államnak való átadására, melyeket összesen 30 millió livre értékűre becsültek. A király a társaság valamennyi adósságának és kötelezettségének megfizetését magára vállalta, azonban a társaság részvényesei a befektetéseik névértékének csak a 15%-át kapták meg a társaság 1790-es felszámolásakor.
A társaságot újraalapították 1785-ben és 40 000 darab 1000 livre értékű részvénypapírt bocsátottak ki. A társaság 7 évre monopóliumot kapott a Jóreménység fokán túli területekkel folytatott minden nemű kereskedelemre. A szerződés azonban nem számolt a francia forradalommal és 1790 április 3-án a társaság monopóliumát eltörölte a francia nemzetgyűlés, amely nagy lelkesedéssel jelentette be, hogy a Távol-Kelettel való kereskedés ettől kezdve minden francia ember számára nyitva áll. A versenyhez és kegyvesztettséghez nem szokott társaság hanyatlásnak indult és végül 1794-ben felszámolták.

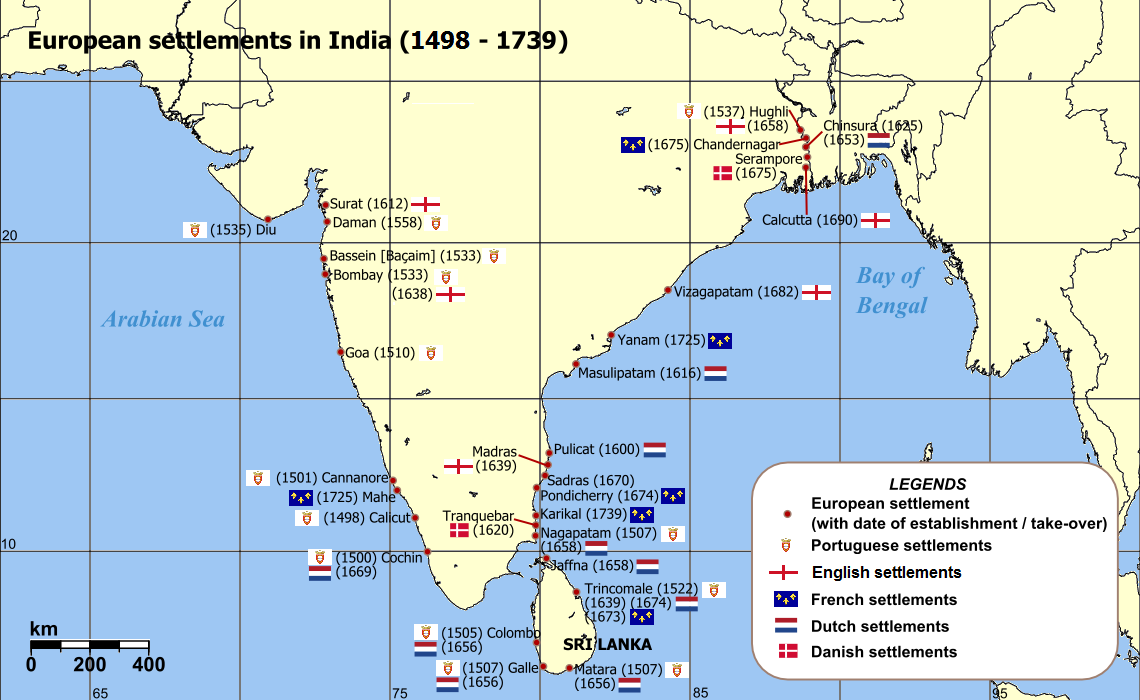
európai kereskedelmi telepek Indiában.
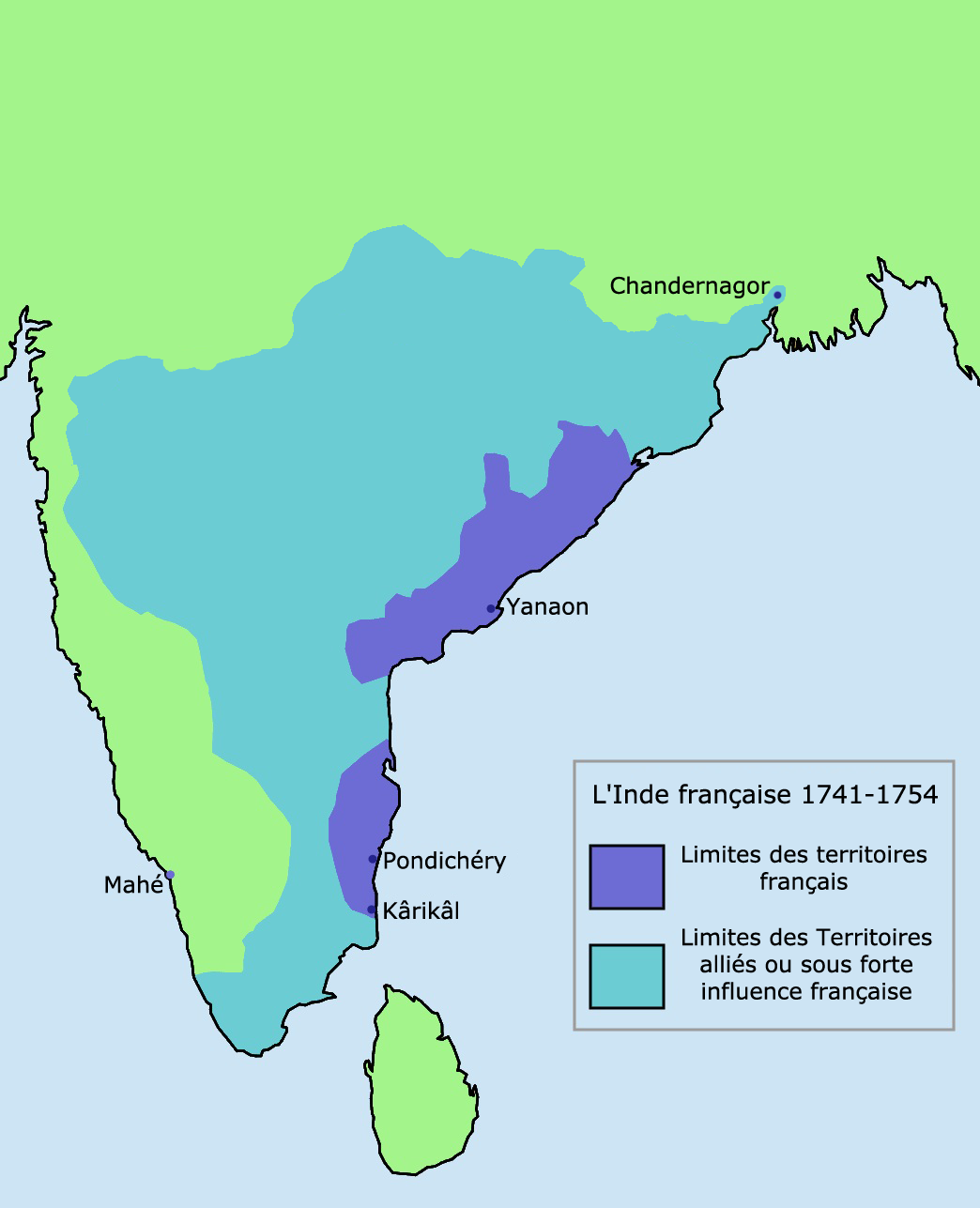
a francia befolyás kiterjedése Indiában annak tetőpontján, 1741-1754.

## A felszámolási válság
Még mikor a társaságot tudatos megszüntetés irányába vezették belekeveredett a legnevezetesebb botrányába. A Közjóléti Bizottság megszüntetett minden részvénytársaságot 1793. augusztus 24-én és a Kelet-indiai Társaság összes vagyonát és iratát elkobozta. Míg a felszámolási eljárást előkészítették, a társaság igazgatói különböző állami tisztségviselőket megvesztegettek, hogy a társaság saját maga végezhesse el a felszámolását, ahelyett hogy a kormányzat tenné meg ezt. Mikor ez a következő év során napvilágra került, a kirobbanó botrány a hegypárt több meghatározó képviselőjének, így többek között Fabre d’Eglantine és Joseph Delauney kivégzéséhez vezetett. Az így kirobbant belharcok buktatták meg Georges Dantont is és elmondható, hogy végső soron a hegypárt egészének a bukásához is ez az ügy vezetett.

## Érmék

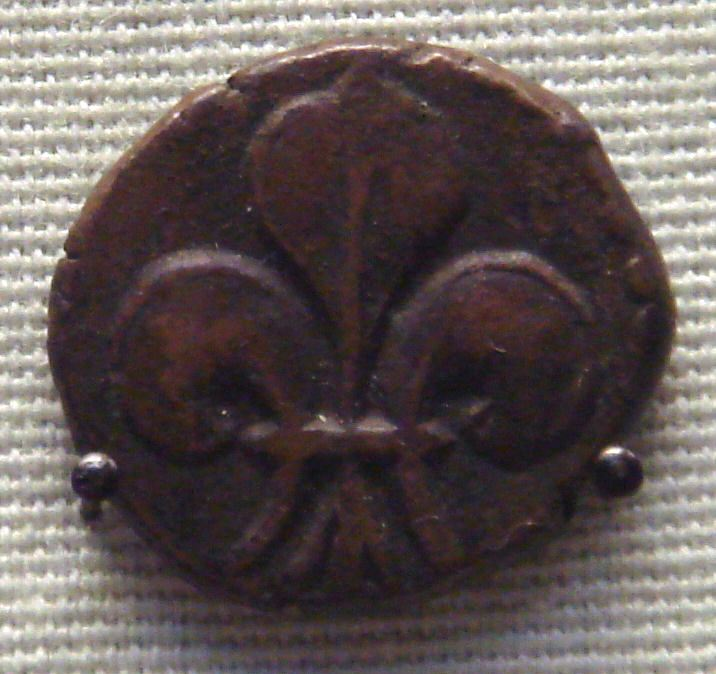
Pondichéryben nemzetközi forgalomra vert francia rézpénz
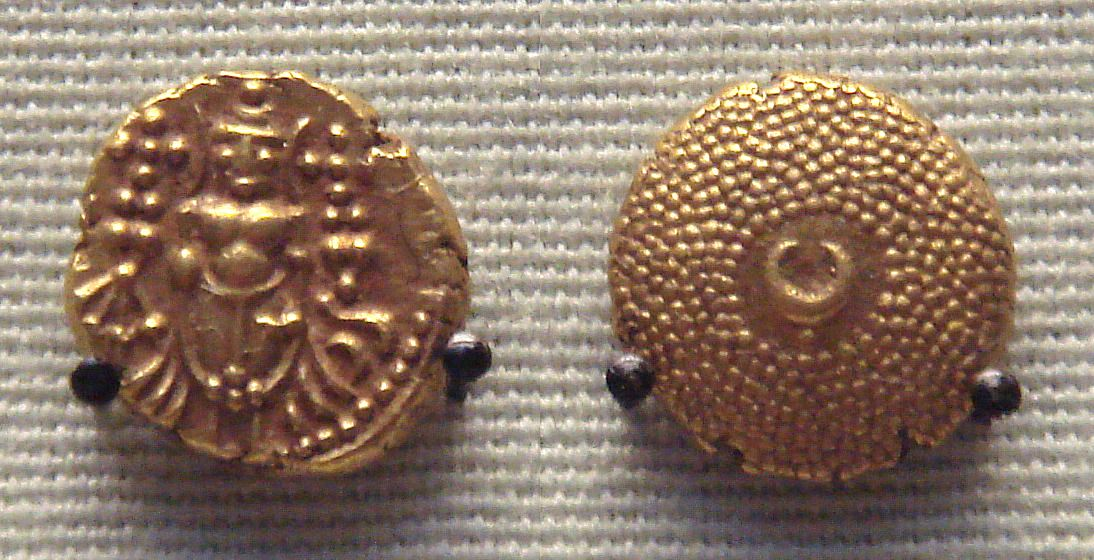
Francia kibocsátású "arany Pagoda" a dél-indiai kereskedelem részére, Pondichéry 1705-1780
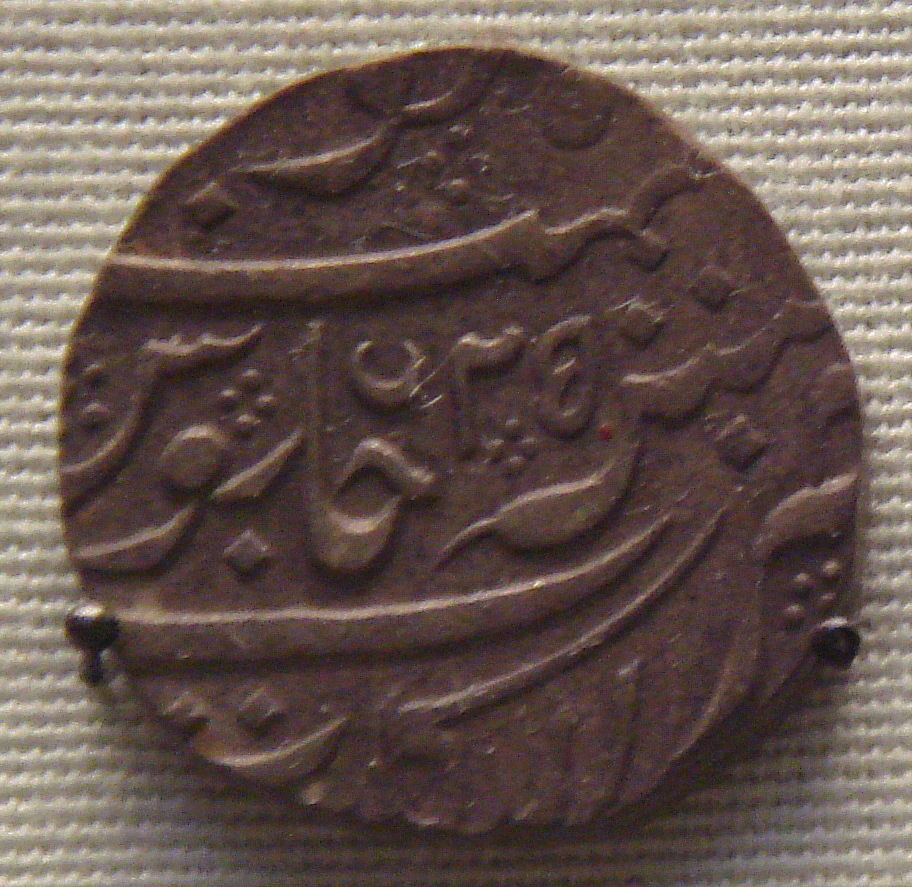
Muhammad Sah (1719-1748) nevében kibocsátott, észak-indiai kereskedésre szánt francia készítésű rúpia

## Fordítás
- Ez a szócikk részben vagy egészben  a   French East India Company című angol Wikipédia-szócikk fordításán alapul.  Az eredeti cikk szerkesztőit annak laptörténete sorolja fel. Ez a jelzés csupán a megfogalmazás eredetét és a szerzői jogokat jelzi, nem szolgál a cikkben szereplő információk forrásmegjelöléseként.